# McLean (Texas)
McLean è un centro abitato degli Stati Uniti d'America situato nella contea di Gray dello Stato del Texas.
La popolazione era di 778 persone al censimento del 2010. fa parte dell'area metropolitana di Pampa.

## Geografia fisica
McLean è situata a 35°14′02″N 100°36′00″W (35.233836, -100.600055).
Secondo lo United States Census Bureau, ha un'area totale di 1,2 miglia quadrate (3,1 km²).

## Società

### Evoluzione demografica
Secondo il censimento del 2000, c'erano 830 persone, 343 nuclei familiari e 186 famiglie residenti nella città. La densità di popolazione era di 706,2 persone per miglio quadrato (271,6/km²). C'erano 459 unità abitative a una densità media di 390,6 per miglio quadrato (150,2/km²). La composizione etnica della città era formata dal 96,87% di bianchi, lo 0,36% di afroamericani, lo 0,60% di nativi americani, lo 0,24% di asiatici, lo 0,60% di altre razze, e l'1,33% di due o più etnie. Ispanici o latinos di qualunque razza erano il 2,17% della popolazione.
C'erano 343 nuclei familiari di cui il 23,3% aveva figli di età inferiore ai 18 anni, il 45,5% erano coppie sposate conviventi, il 6,7% aveva un capofamiglia femmina senza marito, e il 45,5% erano non-famiglie. Il 42,6% di tutti i nuclei familiari erano individuali e il 25,4% aveva componenti con un'età di 65 anni o più che vivevano da soli. Il numero di componenti medio di un nucleo familiare era di 2,12 e quello di una famiglia era di 2,96.
La popolazione era composta dal 20,7% di persone sotto i 18 anni, il 5,8% di persone dai 18 ai 24 anni, il 17,7% di persone dai 25 ai 44 anni, il 20,1% di persone dai 45 ai 64 anni, e il 35,7% di persone di 65 anni o più. L'età media era di 50 anni. Per ogni 100 femmine c'erano 80,4 maschi. Per ogni 100 femmine dai 18 anni in giù, c'erano 70,0 maschi.
Il reddito medio di un nucleo familiare era di 22.847 dollari, e quello di una famiglia era di 34.286 dollari. I maschi avevano un reddito medio di 26.667 dollari contro i 20.000 dollari delle femmine. Il reddito pro capite era di 13.843 dollari. Circa il 12,9% delle famiglie e il 16,4% della popolazione erano sotto la soglia di povertà, incluso il 17,9% di persone sotto i 18 anni e il 15,2% di persone di 65 anni o più.